# 綺寮怨
绮寮怨，词牌名。首见于周邦彦《片玉词》，双调104字，前段八句四平韵，后段九句七平韵，也有103和102字的变体。《片玉词》记载宫调为中吕宫。

## 词牌格式

### 格一
双调一百四字，前段八句四平韵，后段九句七平韵。
仄仄平平中仄，仄平平仄平。中中仄、中仄平平，中平仄、中仄平平。平平中平中仄，中中仄、仄仄平仄平。仄中平、仄仄平平，平平仄、中仄平仄平。
中仄中平仄平。平平中仄，中平仄仄平平。中仄平平。中中仄、仄平平。平平中平平仄，中仄仄、仄平平。平平仄平。中平仄中仄、平仄平。

### 格二
双调一百四字，前段八句四平韵，后段九句七平韵。
仄仄平平平仄，仄平平仄平。仄仄仄、仄仄平平，平平仄、仄仄平平。平平平平仄仄，平平仄、仄仄平仄平。仄仄平仄仄，平平仄、仄仄平仄平。
仄仄仄平仄平，平平平仄，平平仄仄平平。仄仄平平，平平仄、仄平平。平平仄平平仄，仄仄仄、仄平平。平平仄平，平平仄仄仄、平仄平。

### 格三
双调一百三字，前段八句四平韵，后段九句七平韵。
仄仄平平平仄，仄平平仄平。仄仄仄、仄仄平平，平平仄、仄仄平平。平平平平仄仄，平平仄、仄仄平仄平。仄仄平、仄仄平平，平平仄、仄仄平仄平。
仄仄仄平仄平。平平仄仄，平平仄仄平平。仄仄平平。仄平仄、仄平平。平平仄平平仄，仄仄仄、仄平平。平平仄平。平平仄、仄仄仄平。

## 例词
上马人扶残醉，晓风吹未醒。映水曲、翠瓦朱檐，垂杨里、乍见津亭。当时曾题败壁，蛛丝罩、淡墨苔晕青。念去来、岁月如流，徘徊久、叹息愁思盈。
去去倦寻路程。江陵旧事，何曾再问杨琼。旧曲凄清。敛愁黛、与谁听。尊前故人如在，想念我、最关情。何须渭城。歌声未尽处，先泪零。——周邦彦
满院荼蘼开尽，杜鹃啼梦醒。记晓月、绿水桥边，东风又、折柳旗亭。蒙茸轻烟草色，疏帘净、乱织罗带青。对一尊、别酒初斟，征衫上、点滴香泪盈。
几度恨沉断云，飞鸾何处，连环尚结双琼。一曲琵琶，湓江上、惯曾听。依依翠屏香冷，听夜雨、动离情。春深小楼，无心对锦瑟、空涕零。——陈允平
又见花阴如水，两心犹未平。正坐久、主客成三，空无语、影落楸枰。千年人间事业，垂成处、一著容易倾。便解围、小住何妨，机锋在，瞬息天又明。
甚似汉吴对营。纷纷不了，孤光照彻连城。又似残星，向零落，有馀情。姮娥笑人迟暮，念才力、底须争。从亏又成。何人正听隔壁声。——鞠华翁